# Vohlo
Vohlo är en ö i Finland.   Den ligger i kommunen Nystad i den ekonomiska regionen Nystadsregionen och landskapet Egentliga Finland, i den sydvästra delen av landet, 200 km väster om huvudstaden Helsingfors. Arean är 0,12 kvadratkilometer.
Terrängen på Vohlo är mycket platt.  I omgivningarna runt Vohlo växer i huvudsak barrskog.